# أبلتون أ. ماسون
أبلتون أ. ماسون (بالإنجليزية: Appleton A. Mason)‏ هو مدرب كرة سلة أمريكي، ولد في 11 يونيو 1880 في بارسبورو ‏ في كندا، وتوفي في 21 ديسمبر 1938 في نيو روتشيل في الولايات المتحدة.